# Broughall
Broughall – wieś w Anglii, w hrabstwie Shropshire. Leży 29 km na północ od miasta Shrewsbury i 236 km na północny zachód od Londynu.